# Стрешнев, Максим Фёдорович
 Максим Фёдорович Стрешнев (ум. 1657) — государственный деятель, воевода в Козьмодемьянске, Великом Устюге и Верхотурье.

## Биография
Представитель дворянского рода Стрешневых. Сын воеводы и боярина Фёдора Степановича Стрешнева (ум. 1647). Двоюродный брат царицы Евдокии Лукьяновны, второй жены царя Михаила Фёдоровича.
В 1614 году прислан из Дорогобужа от стольника и воеводы Василия Петровича Шереметева с отписками к царю в Москву. В 1625 году дневал и ночевал на государеве дворе в числе других дворян; в следующем — на свадьбе царя Михаила Фёдоровича с Евдокией Лукьяновной Стрешневой шел за санями; в том же году, а также в 1627, 1628, 1637 и 1641 годах несколько раз обедал за царским столом. В 1627—1628 годах — воевода в Козьмодемьянске.
В 1632 году в день Светлого Воскресения Христова видел государевы очи. В 1633—1634 годах — воевода в Великом Устюге; получил царскую грамоту, чтобы брать с Троице-Гледенского монастыря взносы за ржаную муку и всякие другие подати наравне с мирянами без надбавок, как предполагали сделать в 1631 году.
В 1644—1648 годах воевода на Верхотурье; за это время сохранилось несколько царских грамот к нему:
1) Не отправлять казну и гонцов в Соль-Камскую от 1 сентября до зимнего пути, а в Туринск от 25 марта до вскрытия рек, так как во время бездорожья верхотурским служилым людям приходилось нанимать подводы, и это для них было разорительно.
2) Доставить по смете лес, брусья, доски, тес и дрань для постройки келий в верхотурском Покровском монастыре и воздвигнуть там новую церковь, обнести её оградой и устроить ворота.
3) Запретить перезывание в сибирские города тяглых и крепостных людей из поморских городов.
4) Строго следить за правильным сбором таможенных пошлин таможенными головами, с рубля по деньге, и поручить выдачу проезжих грамот тоже таможенным головам, а не воеводам. Большое внимание обратили в Москве на находку в Невьякской и в Ирбитской волостях Верхотурского уезда медной руды. Для сыску руды Максим Стрешнев посылал в эти волости своих сыновей Григория и Петра; все, что было найдено, Григорий отвез в Москву, где и произведены исследования. Из Москвы Максиму Стрешневу было приказано и впредь стараться о розыске руды, и посланы с Соли-Камской на Верхотурье плавильщики, которым назначены месячные оклады. «А что ты, воевода наш Максим Стрешнев — сказано в грамоте — и дети твои Григорий и Петр о медной руде радели и промышляли, и мы тебя Максима с детьми похваляем».
В 1646 году был прислан из Тобольска на Верхотурье таможенный голова Андрей Скерин для сыска о злоупотреблениях Максима Стрешнева, но так как извет, сделанный по доносу таможенного головы Гогунина, не оправдался, то последний был посажен в тюрьму, а Стрешнев продолжал оставаться на воеводстве еще два года, до 1648 года.